# Lijst van acteurs en actrices uit As the World Turns
Hieronder staan alle hoofd- en gastrollen uit de soap As the World Turns. De datums zijn volgens het Amerikaanse uitzendschema.

## A
- Tala Ashe - Ameera All Azziz (2008)
- Daniel Ahearn - Stan Mitchum (2005)
- Pamela Anderson - Clinton Hope (1999-2006)
- Real Andrews - Walker Daniels (2003-2004)

## B
- Judith Barcroft - Susan Stewart (1979-1986)
- Chris Beetem - Jordan Sinclair (2004-2005)
- Shelley Bennett - Vivian Goodmanson (2002)
- Hunt Block - Craig Montgomery (2000-2005)
- Dylan Bluestone - Daniel Hughes #2 (2001-2006)
- Anne Bobby - Greta Williams (2004)
- Lisa Brown - Iva Snyder (1985-1994)
- Sarah Brown - Julia Larrabee (2004-2005)
- Chris Browning - David Allen (1999-2000)
- Scott Bryce - Craig Montgomery (1982-1999,2007-2008)
- Larry Bryggman - John Dixon (1969-2004)
- Martha Byrne - Lily Walsh/Rose D'Angelo (1985-1989, 1993-2008)

## C
- Andrew Call - Trooper Pearson (2006)
- Ellery Capshaw - Natalie Snyder (2007-2011)
- Roxane Carrasco - Dr. Chardonnay (2006)
- Matt Cavenaugh - Adam Munson (2006-2007)
- Alexandra Chando - Maddie Coleman (2005-2008, 2011-)
- Alex Charak - Elwood Hoffman (2006-2007)
- Bailey Chase - Chris Hughes (2003-2005)
- Giovani Cimmini - Parker Munson (2004-2006)
- Tanner Cohen - Tad Becker (2006)
- Mark Collier - Mike Kasnoff (2002-2007)
- Terri Colombino - Katie Peretti (1998-)
- Justine Cotsonas - Sofie Duran (2007-2010)
- John Henry Cox - Dr. Radcliffe {1966)
- Luther Creek - Andrew Blackmoore (2004)
- Ewa de Cruz - Vienna Hyatt (2006-)

## D
- Linda Dano - Cynthia Haines (1981-1982)
- Trent Dawson - Henry Coleman (1999-)
- Dylan Denton - J.J. Larabee (2004-2006)
- Alyssa Diaz - Celia Ortega (2005)
- Ellen Dolan - Margo Montgomery (1989-1993, 1994-)
- Lexie Drago - Morgan McCarthy (2007)
- Carmen Duncan - Lisa Grimaldi (2004)
- Jessica Dunphy - Alison Stewart #1 (2002-2005)
- Lucy Daniels (1960)

## E
- Jessica Eleanor Grant - Liv Russell (2006-2007)
- Tom Eplin - Jake McKinnon (1999-2002)
- Elaina Erika David - Cassandra Willis (2006-2007)
- Mary-Beth Evans - Sierra Esteban (2000-2005)
- David Eveler - Jim Brack (1999-2000)

## F
- Jennifer Ferrin - Jennifer Munson #6(2003-2006)
- Kenneth Franklin - Dallas Griffin (2007)
- Eileen Fulton - Lisa Grimaldi (1982-)
- William Fichtner - Rod Landry (1987-)

## G
- Terri Garber - Iris Dumbrowski (2005,2006-2010)
- Silvia Garufi - Lucia Spagnoli (2001-2002)
- Brian Gaskill - B.J. Green (2005)
- Alexa Gerasimovich - Natalie Snyder (2006)
- Karl Girolamo - Kevin Daves (2005-2007 2008-2010)
- Robert Gomes - Kevin Holland (2001)
- Elena Goode - Jade Taylor (2006-2007)
- Allie Gorenc - Sage Snyder (2006-)
- Robert Gorrie - Nate Bradley (2006)
- Spencer Grammer - Lucy Montgomery (2006)
- Ashley Marie Greiner - Faith Snyder (2006-2011)
- Brett Groneman - Will Munson (2004)
- Napiera Groves - Bonnie McKecknie (2003)

## H
- Mattie Hawkinson - Cleo Babit (2007)
- Joanna HartsHome - Sarah Travers (2003-2004)
- Kathryn Hays - Kim Hughes (1972-1975, 1976-)
- Mick Hazen - Parker Munson (2006-)
- Benjamin Hendrickson - Hal Munson (2002-2006)
- Jon Hensley - Holden Snyder (1985-1989,1989-1995,1997-)
- Anthony Herrera - James Stenbeck (1991-1992, 1994-1996, 1999-2000, 2001, 2004-)
- Van Hansis - Luke Snyder (2005-)
- Don Hastings - dr. Bob Hughes (1960-)
- Cassidy Hinkle - Faith Snyder (2005-2006)
- Scott Holmes - Tom Hughes (1987-)
- Roger Howarth - Paul Ryan (2003-)
- Elizabeth Hubbard - Lucinda Walsh (1984-)
- Geneva Hyman - Geneva Samuelson (2006)

## J
- Lauryn Hill - Kira Johnson (begin jaren 90)
- John James - Eric Decker (2003-2004, 2008-2010)

## K
- Agim Kaba - Aaron Snyder #2 (2002-2005,2007-2011)
- Ian Kahn - Eliot Gerard (2007)
- Lesly Kay - Molly McKinnon #1 (1997-2004, 2011-)
- Deja Kreutzberg - Lia McDermott (2005-2006)

## L
- Jordan Lage - Prince Adolpho (2006-2007)
- A.J. Lamas - Rafael Ortega (2004-2005)
- Jennifer Landon - Gwen Norbeck (2005-2008)
- Craig Lawlor - Adam Munson #4 (1998-2002)
- Paul Leyden - Simon Frasier (2002-2007)
- Peyton List - Lucy Montgomery (2001-2005)
- Priscilla Lopez - Regina Corrado (2003)
- Michael Lowry - Les Sweeney (2004-2005)

## M
- Don MacLauglin - Christopher 'Chris' Hughes (1956-1986)
- Daniel Manche - J.J. Larrabee (2006-)
- Randolph Mantooth - Hal Munson #2 (2004-2005)
- Daniel Markel - David Stenbeck (1997-1999)
- Kaija Matiss - Ann Lynch (2005-2006)
- Robin Mattson - Cheri Love (2007)
- Robert Maschio - Louis Browning (2006)
- Marie Masters - Susan Stewart (1968-1979,1986-)
- James McCaffrey - Charley Spangler (2003)
- Cady McClain - Rosanna Cabot (2003-2005,2007-2009, 2010-)
- Grayson McCouch - Dusty Donovan (2003-2008, 2010-)
- Duane McLaughlin - Dallas Griffin (2006-2007)
- Jeffrey Meek - Craig Montgomery (2006-2007)
- Daniel Menake - Johnny Donovan (2005-2006)
- Kelley Menighan Hensley - Emily Stewart (1992-)
- Robert Montano - Sergio Francone (2006)

## N
- Ruben Nicolai - Barman - (2006)

## P
- Bianca Pagano - Sage Snyder (2004)
- Michael Park - Jack Snyder (1997-)
- Peter Parros - Ben Harris (1987-2005)
- Ross Patridge - Milo Shaughnessy (2007)
- Austin Peck - Brad Snyder (2007-2011)
- Jason Pendergraft - Lance Barton (2007)
- Gary Perez - Joe Ramirez (1995-2002)
- Scott Porter - Casey Hughes (2006)

## R
- Portia Reiners - Ada Dunne (2006)
- Zach Roerig - Casey Hughes (2005-2007)
- Bonnie Root - Eve Browning (2006)
- Camryn Rose - Sage Snyder (2003)
- Adam Roy - Zach Harding (2005-2006)
- Frank Runyeon - Steve Andropoulus (1980-1986)
- Meg Ryan - Betsy Abdropoulus (1982-1984)

## S
- Thomas Sadoski - Jesse Calhoun (2007)
- Roselyn Sanchez - Pilar Domingo (1996-1997)
- McKenzie Satterthwaite - Nikki Munson (2004)
- Elle Sauli - Sage Snyder (2006)
- Randy Schein - Nash Fontaine (2002-2004)
- Courtney Sherman - Lynn Michaels (2001-2005)
- Stephen Schnetzer - Cass Winthrop (1999-2006)
- Marnie Schulenburg - Alison Stewart #2 (2007-)
- Paolo Seganti - Damian Grimaldi (2006)
- James Shanklin - Doug Holliwell (2000-2001)
- Kin Shriner - Keith Morrisey (2004-2006)
- Kristina Sisco - Abigail Williams #2 (1999-2002)
- Jesse Lee Soffer - Will Munson (2004-2008)
- Sam Stone - Daniel Hughes (2007-)
- Ellie Stuckey - Kristin Thompson (2005)
- Jake Silbermann - Noah Mayer (2007-)

## T
- Jeff Talbott - Albert Parks (2005)
- Christopher Tavani - Luke Snyder (2001-2005)
- Paul Taylor - Isaac Jenskins (1999-2003)
- Tamara Tunie - Jessica Griffin (1987-2007)

## W
- Ernest Waddell - Curtis Harris #3 (2005)
- Helen Wagner - Nancy McClosky (1956-2010)
- Jake Weary - Luke Snyder (2005)
- Maura West - Carly Tenney (1995-1996,1997-)
- Kathleen Widdoes - Emma Snyder (1985-)
- Marie Wilson - Meg Snyder (2005-)
- Jordan Woolley - Nick Kasnoff (2005-2006)

## Y
- Damian Young - Ross Kreeger (2006)

## Z
- Colleen Zenk Pinter - Barbara Ryan #4 (1978-)